# 2-7 Draw

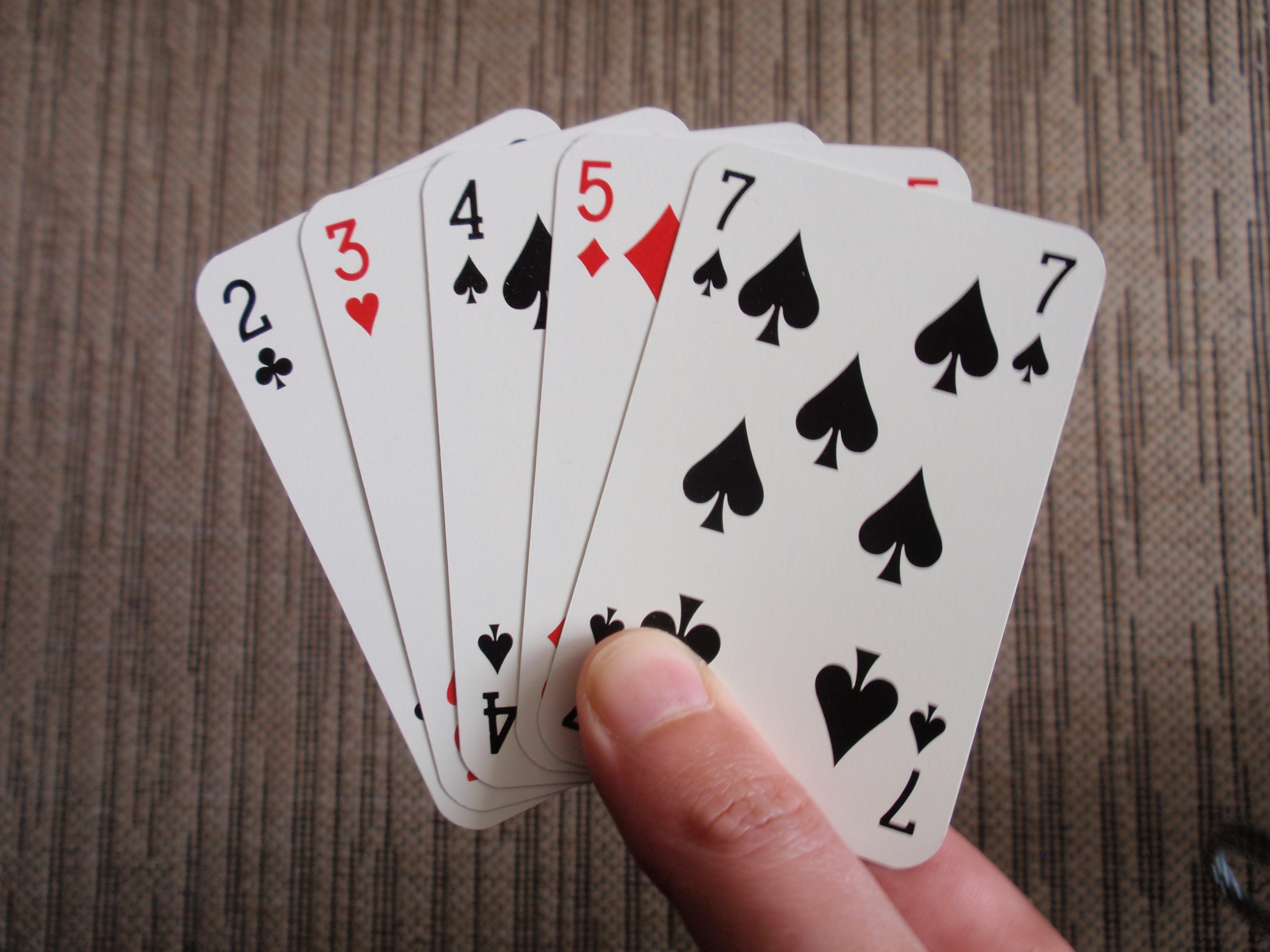
De perfecte hand in 2-7 Draw.

2-7 Draw (of Deuce to Seven) is een variant van het pokerspel. Het valt in de categorie van zogenaamde lowball-spellen, waarbij het de bedoeling is een hand te maken met een zo laag mogelijke waarde. Dit in tegenstelling tot reguliere vormen, waarin hoger juist beter is. 2-7 Draw wordt ook Kansas City Lowball genoemd.

## Spelverloop
Bij 2-7 Draw krijgt iedere speler vijf kaarten die zijn medespelers niet kunnen zien. Aan de hand hiervan bepaalt iedere deelnemer aan een 'hand' of hij deze goed genoeg vindt om te spelen. Zo ja, dan zet hij in, verhoogt hij de inzet van een eerdere inzetter of gaat hij mee met een eerdere inzetter/verhoger (dat wil zeggen, hetzelfde aantal fiches in de pot gooien als de op dat moment hoogste inzetter). Zo niet, dan gooit hij de hand weg.
Wanneer duidelijk is wie er in de hand blijven, volgt de draw-ronde. Hierin mag de speler zoveel kaarten weggooien als hij zelf wil (ook nul of alle kaarten), waarna hij 'blind' hetzelfde aantal nieuwe krijgt. De bedoeling hiervan is om de waarde van de totale hand omlaag te brengen. 
- Bij 2-7 Single Draw volgt nu de laatste inzetronde van de hand. Wanneer een speler denkt definitief een lagere hand te hebben dan al zijn overgebleven medespelers (of wil bluffen en doen alsof dit zo is) kan hij nog een keer inzetten, meegaan (callen) of een eerdere inzet verhogen. Wanneer een speler ervan overtuigd is dat iemand anders een betere (dus lagere) hand heeft, mag hij zijn kaarten ook weggooien. Wanneer er na de draw én tweede inzetronde nog twee of meer spelers in de hand zitten, volgt de showdown. Daarin worden de kaarten getoond en wint de speler met de laagste combinatie kaarten de pot.

- Bij 2-7 Triple Draw volgt na de eerste  draw ook een nieuwe inzetronde, maar is het spel nog niet ten einde. In tegenstelling tot bij Single Draw volgen hierna nóg twee rondes waarin spelers nul tot vijf kaarten mogen ruilen en vervolgens inzetten, meegaan of weggooien voordat een eventuele showdown volgt. Het is wel mogelijk dat een hand na één of twee draws toch ten einde is wanneer er na welke inzetronde dan ook maar één speler heeft ingezet en die daarmee de pot wint.

## Handwaardes
Bij een showdown in 2-7 Draw is de speler met de laagste combinatie van alle vijf de kaarten in zijn hand de winnaar. Hierbij gelden alle combinatievormen die in reguliere vormen van poker gelden, van een pair, three-of-a-kind, straights en flushes tot aan de royal flush toe (zie ook pokerhanden voor kaartwaardes). Dit maakt een hand zonder versterkende combinatie de best mogelijke, specifiek diegene met de laagst mogelijke hoogste kaart. Mochten twee handen tijdens een showdown allebei geen enkele versterkende combinatie bevatten én dezelfde hoogste kaart, dan wint degene met de laagste op-één-na hoogste kaart in zijn hand (daarna de op-twee-na hoogste kaart, etc).
- Een hand met een alleen een 'high card' (bijvoorbeeld 9-8-5-4-2), wint dus altijd van iedere hand met een paar of 'beter' daarin.
- Een hand met bijvoorbeeld een koning als hoogste kaart (bijvoorbeeld K-10-9-6-2), verliest van een hand met een lagere hoogste kaart (bijvoorbeeld 10-9-8-7-5).
- Wanneer twee handen dezelfde high card hebben (bijvoorbeeld hand één: 9-8-7-3-2 en hand twee 9-5-4-3-2), dan wint de hand met de laagste op een na hoogste kaart (in dit voorbeeld dus hand twee).

De beste (laagste) kaarthand in 2-7 Draw is 2-3-4-5-7 (2-7), op voorwaarde dat de kaarten geen flush vormen. In dit spel geldt de aas als hoogste kaart. A-2-3-4-5 vormt daardoor geen straight, maar is dus wel minder goed dan alle handen - zonder versterkende combinaties - met een hoogste kaart lager dan een aas.

## World Series of Poker
Het 2-7 Draw-spel is een officieel erkende professionele pokervariant dat ook behoort tot de jaarlijkse World Series of Poker, zowel in de Single Draw- als Triple Draw-versie. In de loop der jaren werden er daar titels in deze pokervariant gewonnen door vooraanstaande namen in de pokerwereld. Voorbeelden hiervan zijn Daniel Alaei, Doyle Brunson, Johnny Chan, Allen Cunningham, Barry Greenstein, Jennifer Harman, Phil Ivey, Howard Lederer, Mike Matusow, Erik Seidel en Stu Ungar.